# Bakerella ambongoensis
Bakerella ambongoensis är en tvåhjärtbladig växtart som beskrevs av Simone Balle. Bakerella ambongoensis ingår i släktet Bakerella och familjen Loranthaceae. Inga underarter finns listade i Catalogue of Life.